# جمعية البحرين لمراقبة حقوق الإنسان
جمعية البحرين لمراقبة حقوق الإنسان، هي منظمة بحرينية لحقوق الإنسان أنشئت في نوفمبر 2004 وتدعو إلى حماية حقوق الإنسان والنضال من أجل حقوق المرأة.

## نظرة عامة
سعت الجمعية لدعم حملة الناشطين في مجال حقوق المرأة لإقرار قانون الأحوال الشخصية لحماية النساء في الطلاق وحضانة الأطفال. بالتعاون مع الائتلاف الوطني لمناهضة العنف ضد المرأة أطلقت الجمعية حركة احترام وهي عبارة عن عريضة لدعم قانون الأحوال الشخصية. الجزء الثاني من جدول أعمال حركة احترام هو التماس قوانين لحماية الخادمات غير المحميات حسب قوانين العمل في البحرين.